# جبهة الموصل في حرب الاستقلال التركية
بعد هزيمة الدولة العثمانية في الحرب العالمية الأولى، احتل البريطانيون ولاية الموصل لأول مرة. وقد حاول الأتراك بمحاولات لاستعادة الولاية المحتلة التي عدت انتهاكا لهدنة مودروس. حقيقة أن غالبية سكان المنطقة كانوا من الأتراك والأكراد، مما سهل إقامة روابط ثقافية مع الأتراك الأناضول. تعد كل من انتفاضات شعوب المنطقة ومعركة دربنت بقيادة أوزدمير بك من بين التطورات المهمة على تلك الجبهة.

## البداية
كان البريطانيون يأملون في الاستفادة من الأشخاص ذوي النفوذ المؤثر في ولاية الموصل لتشكيل هيكل حكومة تطبق فيها، ولكن واجه البريطانيين وإدارتهم العميلة التي شكلت تحت هيمنتهم برد فعل قاسٍ ضدهم. فلم يرغب التركمان في أربيل وكركوك والسليمانية بالانضمام إلى كردستان أسسها الإنجليز، ولم يقبل الأكراد في الموصل بالإدارة العربية.

## الانتفاضة الأولى
حدثت الانتفاضة الأولى في 25 أيار/مايو 1919، وشاركت فيها قبائل البرزنجية [الألمانية] وهموند. كما كان هناك مساهمة من عشيرة الجاف. استعادت القبائل بقيادة الشيخ عبد القادر شقيق الشيخ محمود البرزنجي السليمانية. فقبض على ضباط بريطانيين ومن معهم من ضباط متواطئين، وصودرت الأموال وانزل العلم البريطاني، ورفع بدلاً عنه العلم الجديد المكون من هلال في دائرة حمراء فوق اللون الأخضر. واستخدم هذا العلم حتى انتهاء الإنتفاضة.

## معركة تشليكا
تحركت القيادة البريطانية في كركوك لمنع انتشار الانتفاضة. شاركت المركبات المدرعة والسيارات في القوات المرسلة. كانت وحدات سلاح الفرسان المحلية تدعم هذه القوات أيضًا. كان البريطانيون يحملون شاحنات صغيرة ومثبت عليها مدافع لويس غاتلينغ الرشاشة.
فكان من الصعوبة لمحمود البرزنجي الدفاع عن السليمانية، فلم يكن لديه تفوق في النيران ولا القوة. فقام بنشر القوات في تشليكا على بعد 40 كيلومترًا من المدينة، وهزموا القوات البريطانية التي دخلت المنطقة. وبحسب مصادر بريطانية فقد تم تدمير 4 مدرعات و 19 شاحنة بيك أب. وادعى ضابط تركي في تقريره إلى كاظم قرة بكر أنه قتلوا 2500 جندي وغنموا الكثير.

## الهجوم الثاني على السليمانية
أثار الانتصار في تشليكا قلق البريطانيين. لأنه بعد تلك المعركة، انضمت القبائل المترددة إلى محمود برزنجي. للتعويض عن هذه الهزيمة اتخذ العميد فريزر احتياطاته. فتحركت ثلاث بطاريات مدفعية وكتيبة رشاشة هندية، إلى جانب الآلاف من المشاة وسلاح الفرسان المكونة من جنود المستعمرات من بورما والبنغال في كركوك. ويدعم تلك القوات سلاح الجو الملكي البريطاني.
وفي 17 تموز/يوليو اتخذت القوات البريطانية مواقع في قرية كاك أحمد، على بعد 5 كيلومترات من ممر بازيان، حيث انتشرت قوات محمود البرزنجي. وبدأ الهجوم في اليوم التالي. فاخترقت القوات البريطانية ذات القوة النارية المتفوقة المقاومة عند ممر بازيان. فانهارت الدفاعات في هذا الموقع، فأسر 100 متمرد. وأصيب محمود برزنجي بجروح خطيرة، حيث أسره البريطانيين الذين دخلوا السليمانية.

## انتفاضة تلعفر
انتهت مقاومة 1919 باعتقال محمود البرزنجي. فانتقل مقر المقاومة من السليمانية إلى الموصل في سنة 1920. وتشكلت جمعية الهلال الأحمر بجهود علي حيدر بك [الإنجليزية] والي وان، الذي كان والي الموصل في الحرب العالمية الأولى. وقد جرت سلسلة من الانتفاضات نتيجة لنشاط ذلك المجتمع. وأهمها كانت انتفاضة تلعفر.
تم اختيار تلك المنطقة لأنها أضعف نطقة للبريطانيين في العراق. فأحضر المقدم جميل محمد خليل أفندي الذي كان حاكم منطقة لقيادة الانتفاضة. فطرد ثوار تلعفر جنود الاستعمار الهنود من المدينة. وبذا أصبحت المدينة في أيديهم.
وفقًا للخطة المعدة فبعد اندلاع انتفاضة تلعفر، تسير قوات من دير الزور ونصيبين للانضمام إلى الثورة، ثم تسير نحو الموصل. وسيدعم المتمردون السريون في الموصل هذه الحركة. ولكن عندما تأخر قدوم قوات الاحتياط، تجمع البريطانيون وساروا نحو تلعفر. وهكذا قمعت الانتفاضة.

## انتفاضة رواندز
بعد قمع انتفاضة تلعفر، تركزت المقاومة في تلك الجبهة في الجزء الشمالي الشرقي من ولاية الموصل، وبالذات في رواندز. حيث واصل الأكراد مقاومتهم في تلك المنطقة، وقاد تلك القوات قبيلة سورسي التي تعيش بين أربيل ورواندز وكذلك قبيلة زيبار التي تعيش في الزاب.
لم تتلق تلك الانتفاضة سوى دعمًا بسيطًا من تركيا، حيث أرسلت في 9 آب/أغسطس 1921 سرية مكونة من 3 ضباط و 100 جندي إلى رواندز، ويقودها الرائد شوقي بك مع قوات الشعب. على الرغم من بساطة الدعم، إلا أنه كان بمثابة مساعدة مهمة للقبائل التي ليس لديها خبرة عسكرية، فتولت السيطرة على المدينة.

## معركة مضيق باباجيجك
استعد البريطانيون بعد انتفاضة رواندز في محاولة لاسترداد هيمنتهم المفقودة. ففي 16 كانون الأول/ديسمبر 1921 تقدموا نحو رواندز، وبدعم من سلاح الجو الملكي البريطاني. ومع ذلك حوصرت تلك القوات في مضيق باباجيجك. وعانى البريطانيون من هزيمة ثقيلة في تلك المعركة، وفقدوا طائرتان حربيتان.

## انفصال أوزدمير
مع توقيع اتفاقية أنقرة في 1921، توقفت الحرب في الجبهة الجنوبية. فأرسلت القوات المقاتلة فيها إلى جبهة الجزيرة. على رأس هذه القوات كان أوزدمير بك الذي أظهر البطولة أثناء حصار عنتاب.
غادرت الوحدة من ديار بكر وانتقلت من شمدينلي إلى رواندز. وأثناء انتقالها انضمت إليها القبائل الكردية في المنطقة. ثم كان أول احتكاك بينها وبين البريطانيين هي غارة جوية لسلاح الجو الملكي بـ 12 طائرة ضدها. إلا أن تلك الغارة التي جرت في منتصف شهر تموز/يوليو لم تكن ناجحة جدًا. لأنه لم يكن من الممكن تنفيذ عمليات ضد أهداف في البر.

## اشتباكات في السليمانية
تمرد كريم فتاح بك زعيم قبيلة زازا هموند -وهو صديق مقرب للشيخ محمود برزنجي وكان معه في الانتفاضة الأولى- بالقرب من بلدة جمجمال الواقعة بين السليمانية وكركوك. وقام بتشكيل قوة من الفرسان قوامها 250 رجلاً وداهم السليمانية. ولكنه انسحب إلى رواندوز عندما واجهه البريطانيون بقوة كبيرة. في الرسالة التي أرسلها متصرف السليمانية عبد الله بك إلى أوزدمير بك ، ذكر أنه نتيجة لتلك المداهمة، قُتل نقيب بريطاني و 6 جنود وتضررت 8 طائرات من أصل 23.

## معركة ديربنت
أعطت تلك المداهمة والقوات التي أتت من تركيا الأمل في جنوب كردستان. ووصف نمرود مصطفى بأنه رجل بريطاني ولم يره أهل السليمانية. أصبح العديد من قبيلة بيشدار في باب بكير آغا، والذين تربطهم علاقات قوية بالبريطانيين قريبين من أوزدمير باي.
بعد أن علم بهذا سار أوزدمير باي بمفرزته نحو باب بكير آغا. وفي 18 آب/أغسطس حاصرت المفرزة أنصار باب بكير آغا في سارتيس كريك وقتلت معظمهم. وهكذا ازدادت مشاركة الأهالي والسكان المحليين بسرعة. وبهذا الدعم تم شن عملية ضد الجنود الاستعماريين البريطانيين والهنود البريطانيين والميليشيات النسطورية المحلية في مضيق دربنت.
نتيجة للعملية التي بدأت في 31 آب/أغسطس بدأ البريطانيون والمتعاونون معهم بالانسحاب. على الرغم من مطاردة المقاومة للقوات البريطانية التي انسحبت إلى كوي سنجق بدعم من الطائرات، إلا أنها لم تتمكن من الاستمرار بسبب نقص الذخيرة. وأسفرت الاشتباكات عن مقتل المئات من البريطانيين والمتعاونين بينهم 3 ضباط. في الوقت نفسه تم إسقاط 4 طائرات بريطانية. وفقدت الوحدة التركية 14 جنديًا. ولكنهم تمكنوا من الاستيلاء على 6 رشاشات ومدفعين من الغنائم.

### خطة بريطانية لتقسيم القوات
أدخل البريطانيون الشيخ محمود البرزنجي في المعادلة السياسية للتعويض عن فشلهم في المنطقة، مما أدى إلى انقسام القبائل فيما بينها. ففضلت بعض القبائل القتال إلى جانب الأتراك، بينما فضلت الأخرى قيادة البرزنجي، على اعتبار أنه يمكن بواسطته الحصول على الحكم الذاتي المحلي. بهذه الطريقة تمكن البرزنجي من دخول السليمانية. وقد أشركه البريطانيون في خطة لتقسيم الأكراد. على الرغم من أن تلك الخطة قد نجحت في الأيام الأولى، إلا أنه تمرد ضد البريطانيين بعد إعلانه رئيسًا في 14 أيلول/سبتمبر 1922. عندها حاولوا إشراك السيد طه، ودعوه إلى بغداد واجتمع مع المفوض السامي.
أعلن السيد طه أنه يستطيع إخراج الأتراك من رواندز وأخذ القبائل معه. وفي غضون ذلك كان علي بك الذي كان يتحرك من سعرد ونجح في عبور حدود الموصل وتسليح القبائل الداعمة لتركيا. وكان علماء الموصل قد أصدروا فتوى بمقاطعة الانتخابات البريطانية في المنطقة، لكن الحكومة البريطانية والعراقية قامت بدورهما بنفي أعيانهم. وفي غضون ذلك واصلت المقاومة تقدمها، وقامت بتحرير كوي سنجق في 26 أيلول/سبتمبر.

## انسحاب القوات التركية من الموصل
وذكر فوزي باشا في البرقية التي أرسلها لقادة جبهتي الشرق والجزيرة في 7 أيلول/سبتمبر 1922، أن «الطريقة الوحيدة للوصول إلى الموصل هي الكفاح المسلح». لهذا الغرض تم تعزيز انفصال أوزدمير بك من خلال إمداد القوات من القبائل والسكان المحليين وتكليفهم بمهاجمة الموصل-كركوك عبر خط العمادية - السليمانية. في غضون ذلك بما أنه كان من الضروري الاحتفاظ بقوة في منطقة المضيق، إلا أنه تم نقل تلك القوات إلى الغرب. وبقي في المضيق القليل من تلك القوات. مع بدء مؤتمر لوزان أمرت الجمعية الوطنية الكبرى علي شفيق أوزدمير بالانسحاب. ولكنه لم يستمع إلى هذا الأمر وقرر المقاومة. وعندها بدأ البريطانيون الذين تلقوا تعزيزات بالتقدم، وتمكنوا من هزيمة جيشه، الذي أدرك بعدها أنه محاصر، فاضطر إلى الانسحاب إلى إيران. وهنا توقفت الحملة التركية في جبهة الموصل